# Gato Barbieri
Leandro "Gato" Barbieri (Rosario, 28 november 1932 – New York, 2 april 2016) was een Argentijns saxofonist en componist.

## Biografie
"Gato" (Spaans voor kat) Barbieri trad in de jaren 50 op met Lalo Schifrin. Vanaf de jaren 60 ging hij ook filmmuziek schrijven en begeleiden. Voor Ultimo Tango a Parigi (Last Tango in Paris) in 1973 ontving hij een Grammy Award. 
In 2016 overleed Barbieri op 83-jarige leeftijd.

## Trivia
- Barbieri vormde deels de inspiratie voor Muppet-saxofonist Zoot.

- Bibsys: 3051469
- Biblioteca Nacional de España: XX838558
- Bibliothèque nationale de France: cb138911428 (data)
- CiNii: DA16739200
- Gemeinsame Normdatei: 103854924
- International Standard Name Identifier: 0000 0001 1468 3939
- Library of Congress Control Number: n86145241
- MusicBrainz: 406160eb-24ad-4880-83e0-5f48f077004b
- Nationale Bibliotheek van Tsjechië: xx0053534
- Nationale bibliotheek van Australië: 35887042
- Nationale Bibliotheek van Israël: 987007452259005171
- Nationale en Universitaire bibliotheek Zagreb: 000795944
- Nederlandse Thesaurus van Auteursnamen: 07218342X
- Réseau des bibliothèques de Suisse occidentale: 02-A002968237
- Istituto Centrale per il Catalogo Unico: UBOV490613
- Système universitaire de documentation: 059781335
- Trove: 1131803
- Virtual International Authority File: 17406741
- WorldCat: E39PBJgRMPdGTjXcwwHXmxhGpP